# Muntanyes Meseș
Les muntanyes Meseș (en romanès: 'Munții Meseșului', en hongarès: Meszes-hegység) són una serralada de Transsilvània, Romania, que pertany a les muntanyes Apuseni. El pic més alt és el pic Măgura Priei - 996 m.

## Galeria

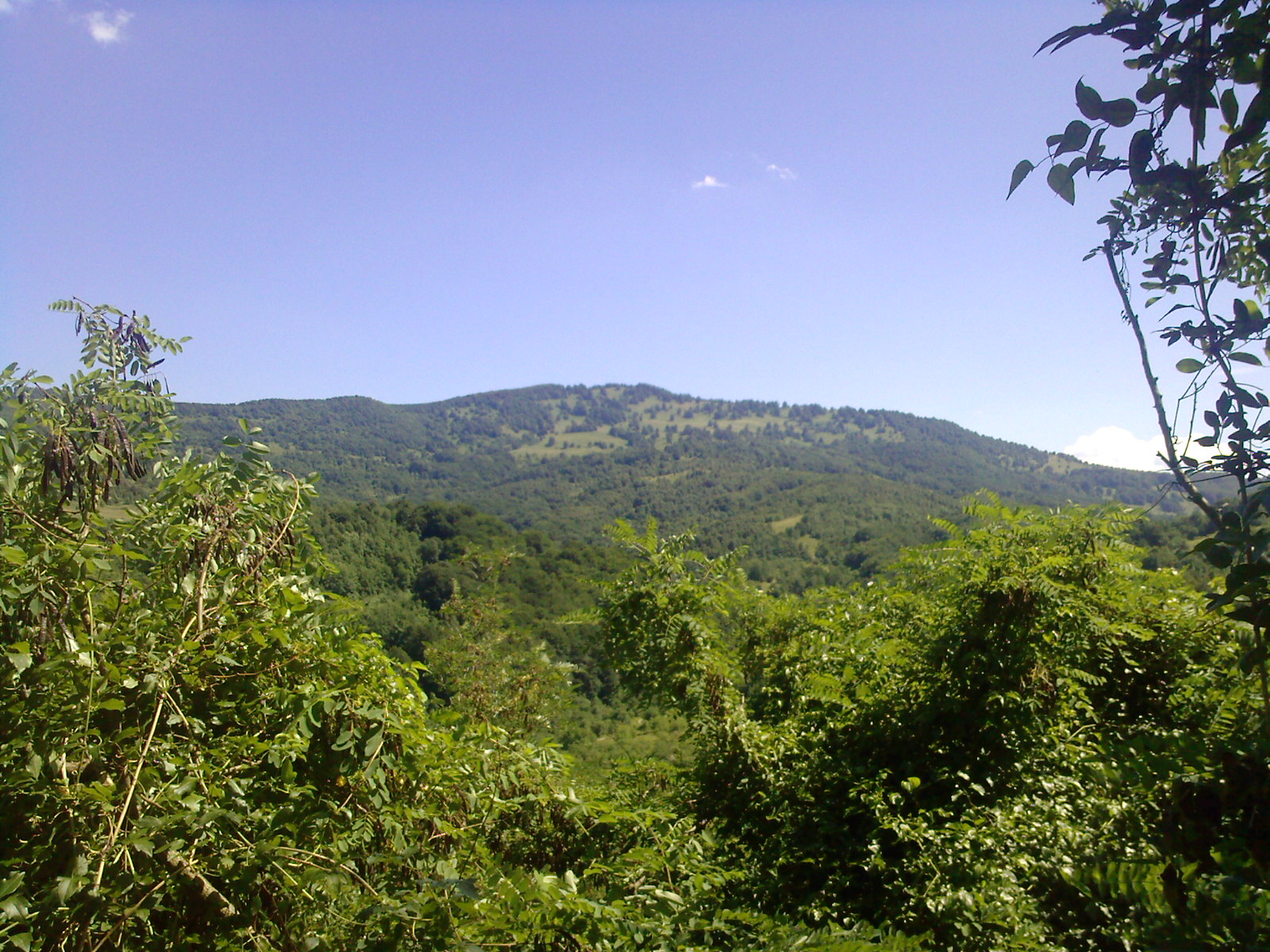
Pic Măgura Priei
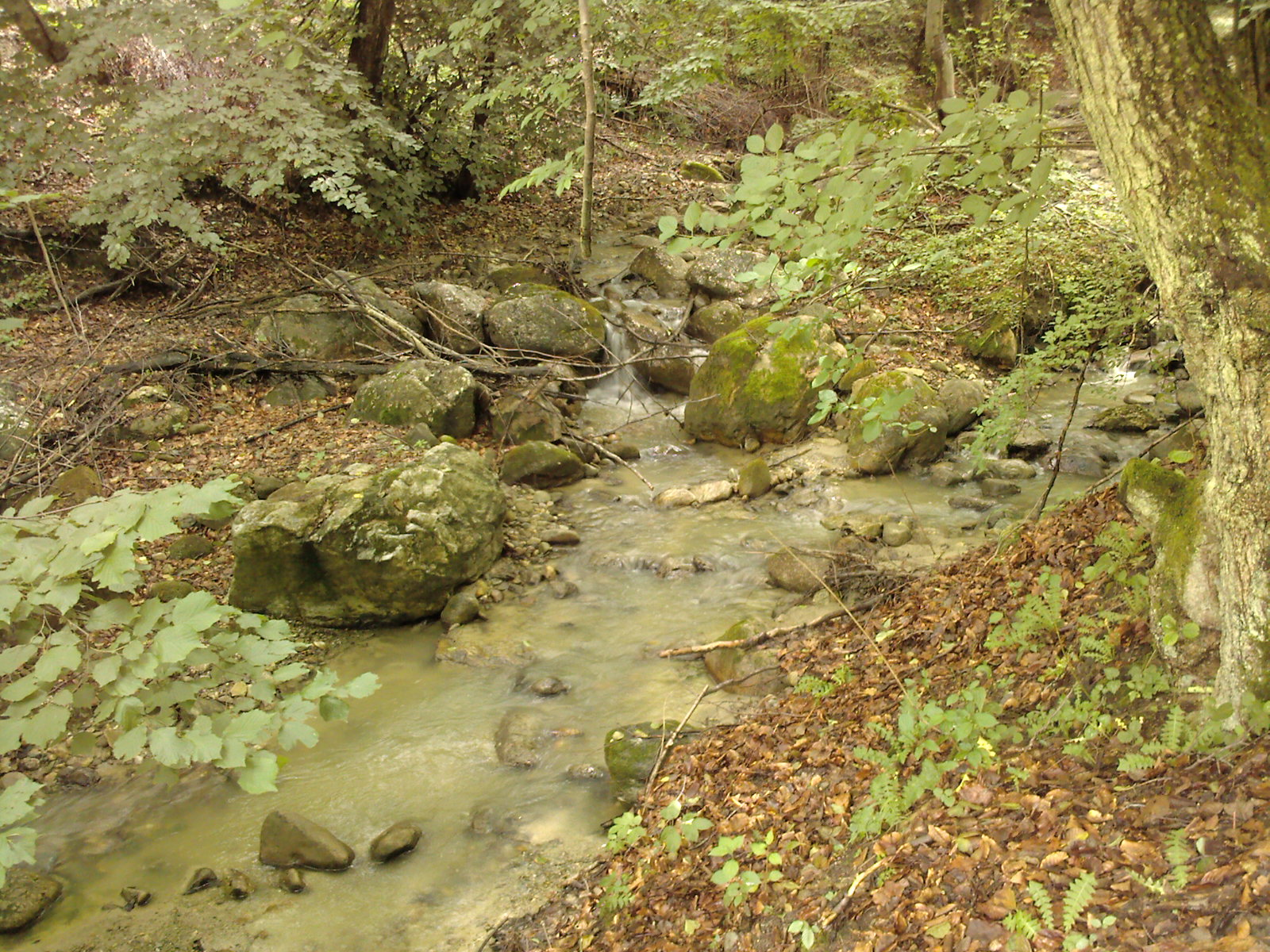
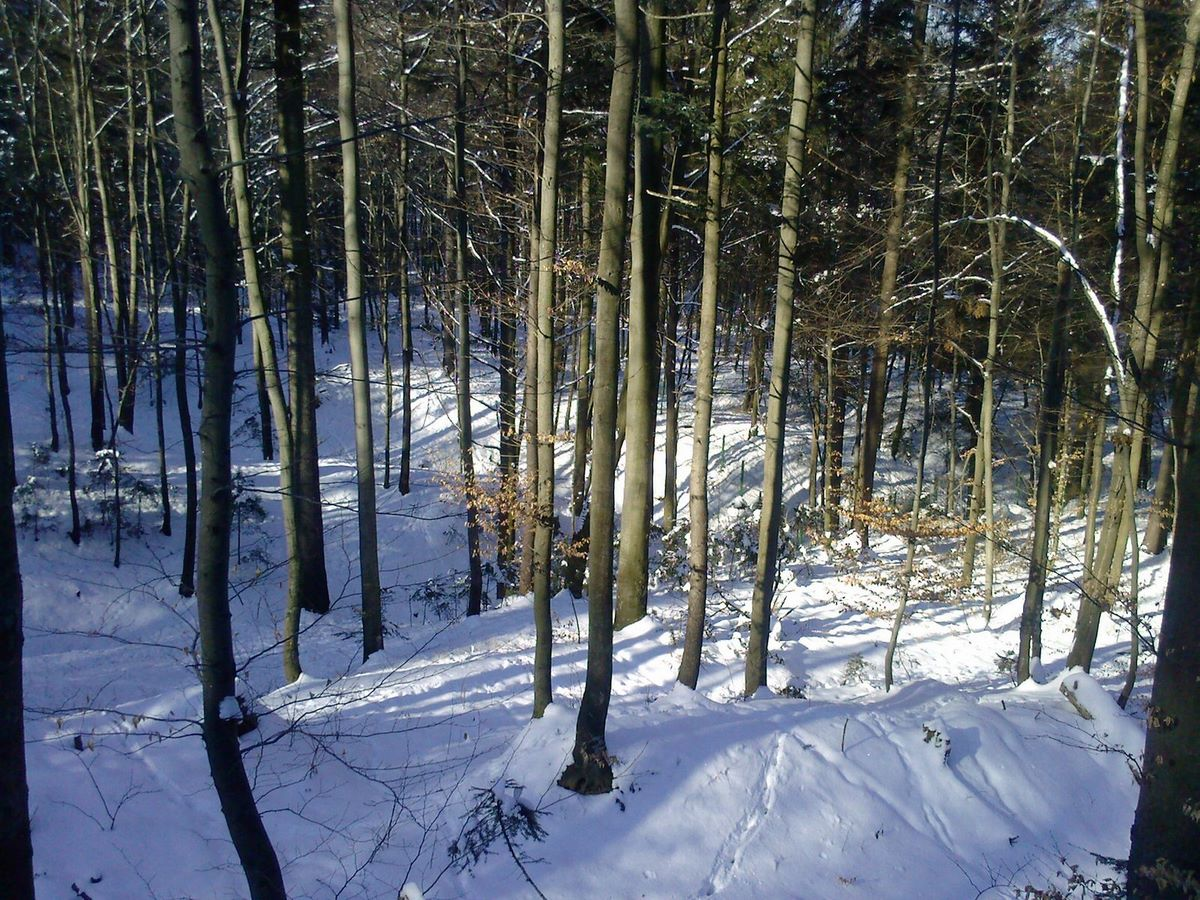
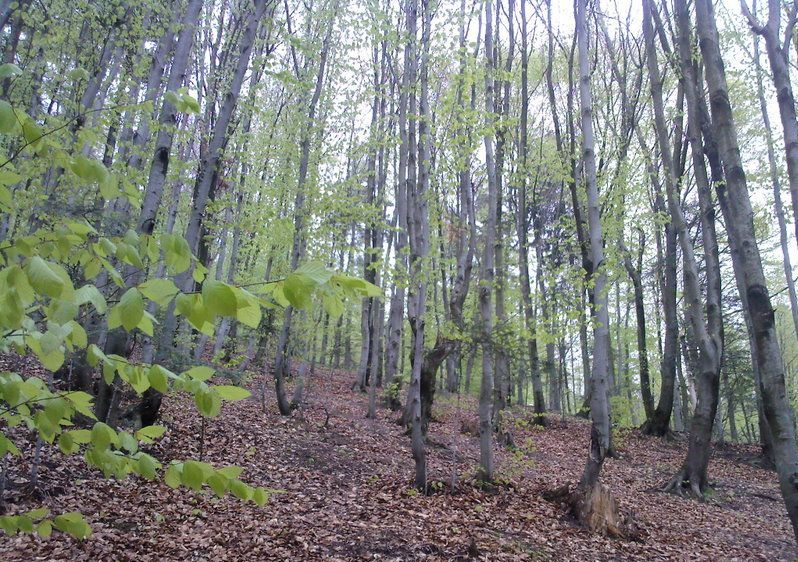
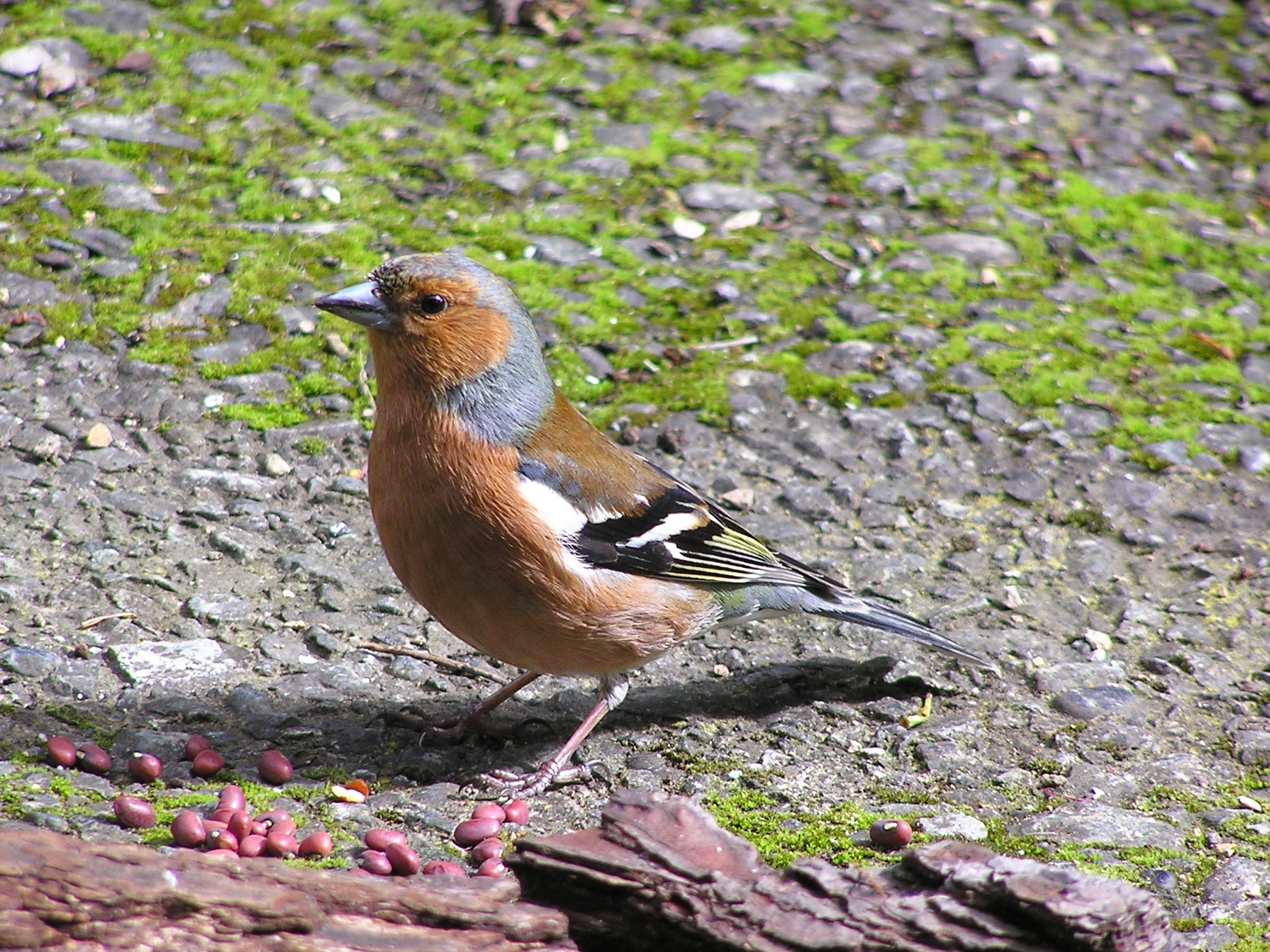
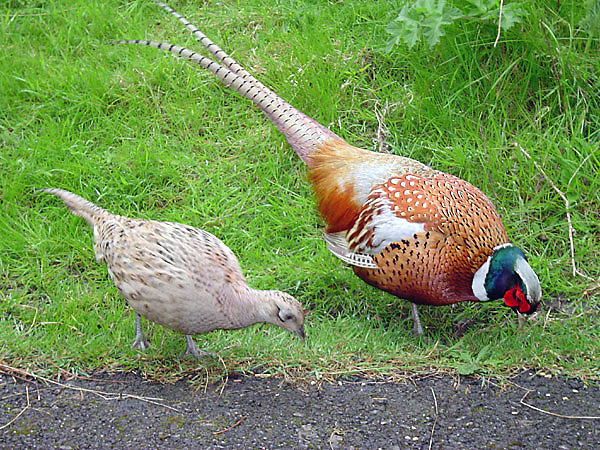